# 24162 Askaci
24162 Askaci este un asteroid din centura principală de asteroizi.

## Descriere
24162 Askaci este un asteroid din centura principală de asteroizi. A fost descoperit pe 17 noiembrie 1999 la Olathe (Kansas) de Larry Robinson (astronom). Asteroidul prezintă o orbită caracterizată de o semiaxă mare de 2,78 ua, o excentricitate de 0,02 și o înclinație de 1,8° în raport cu ecliptica.